# Рене Обержонуа
Рене Мурат Обержонуа (англ. René Murat Auberjonois; 1 червня 1940 року, Нью-Йорк, США — 8 грудня 2019, Лос-Анджелес,США) — американський актор театру, кіноактор, телеактор, актор озвучування та режисер.
Відомий завдяки виконанню ролі Одо в телесеріалі « Зоряний шлях. Глибокий космос дев'ять» та ролі Джона Мулкахі в кінофільмі «Військово-польовий госпіталь».

## Життєпис
Рене Оберженуа народився 1940 року в Нью-Йорку. Його батько, уродженець Швейцарії, Фернан Обержонуа (1910—2004), був іноземним кореспондентом часів холодної війни і номінантом Пулітцерівської премії. Його дід по батьковій лінії, Рене Ауберджонуа, був швейцарським художником-імпресіоністом.
Після Другої світової війни його сім'я переїхала до Парижу, де в ранньому віці він вирішив стати актором. Через кілька років сім'я повернулася до США і приєдналася до артистів в окрузі Рокленд (Нью-Йорк). Серед яких були Берджесс Мередіт, Джон Гаусман і Гелен Гейс .
Родина Рене також встигла пожити в Лондоні, де він закінчив середню школу, одночасно вивчаючи театральне мистецтво. Закінчив Технологічний універистет Карнегі в 1962 році.

## Театральна кар'єра
Після коледжу Рене працював із декількома театральними компаніями, починаючи з престижної арени у Вашингтоні, а потім в Лос-Анджелесі і Нью-Йорку, беручи участь в різних театральних постановках. Він допоміг заснувати Американський театр консерваторії в Сан-Франциско, форум Mark Taper у Лос-Анджелесі і Бруклінський академічну музичну репертуарну компанію в Нью-Йорку. Був учасником літньої театральної програми в 1962 році.

## Смерть
Рене Обержонуа помер в неділю 8 грудня 2019 року на 80-у році життя у своєму будинку в Лос-Анджелесі після тривалої боротьби з раком легенів.

## Родина
- Йоахім Мюрат (1767—1815) — прапрапрапрадід, наполеонівський маршал
- Кароліна Бонапарт (1782—1839) — прапрапрапрабабка, наймолодша з сестер Наполеона Бонапарта.
- мати діда, по материнській лінії, Євдокія Михайлівна Сомова (Eudoxia Michailovna Somova) — російська дворянка
- дід, Рене Обержонуа (René Auberjonois) — французько-швейцарський художник, пост-імпресіоніст.
- батько, Фернандо Обержонуа (Fernand Auberjonois) — іноземний кореспондент, був удостоєний Пулітцерівської премії.
- мати, принцеса Лаура Луїза Наполеон Ежені Каролін Мурат (princess Laure Louise Napoléone Eugénie Caroline Murat) — праправнучка Йоахіма Мюрата (Joachim Murat), і Кароліни Бонапарт, сестри імператора Наполеона.
- Діти: Тесса Обержонуа (Tessa Auberjonois) і Ремі Обержонуа (Remy Auberjonois).

## Фільмографія
- 2019 — Перша корова / First Cow — епізодична роль
- 2016 — Декілька жінок / Certain Women — Альберт
- 2004—2008 — Юристи Бостона — Пол Льюїстон
- 2002 — Котяча вдячність / 猫の恩返し — Наторі (дубляж)
- 2001 — Щоденники принцеси / The Princess Diaries — Філіпп Ренальд (озвучення)
- 2000 — Патріот / The Patriot — преподобний Олівер
- 1995 — Бетмен назавжди / Batman Forever — доктор Бертон
- 1993–1999 — Зоряний шлях: Глибокий космос 9 / Star Trek: Deep Space Nine — Одо, голова служби безпеки
- 1988 — Поліцейська академія 5: Операція Маямі-біч / Police Academy 5: Assignment: Miami Beach — Тоні
- 1978 — Очі Лаури Марс / Eyes of Laura Mars — Дональд Фелпс
- 1976 — Кінг Конг (1976) — Роя Беглі
- 1971 — Маккейб і місіс Міллер / McCabe & Mrs. Miller — Шиан

### Озвучування відеоігор
- Fallout: New Vegas — Роберт Едвін Хаус